# Antileont
Antileont (grec antic: Ἀντιλέων, llatí: Antileon) fou un escriptor grec que va escriure una obra sobre cronologia (Περὶ Χρόνων) coneguda gràcies a Diògenes Laerci, qui esmenta el seu segon llibre. Juli Pòl·lux esmenta un escriptor d'aquest mateix nom, però no se sap segur si és el mateix.